# Khushi Ram
Khushi Ram (ur. 15 stycznia 1916 w Gurdaspurze) – indyjski gimnastyk, uczestnik Igrzysk Olimpijskich w 1952 w Helsinkach. Na igrzyskach olimpijskich zajął ostatnie 185. miejsce w wieloboju gimnastycznym, zajmując w każdej z dyscyplin miejsce ostatnie, przedostatnie lub trzecie od końca.